# Бероново
Бероново е село в Югоизточна България. То се намира в община Сунгурларе, област Бургас.

## География
Село Бероново се намира в планински район.
Намира се на 35 км северозападно от Карнобат, на 12 км на север от Сунгурларе, на 92 км от областния център Бургас и на 30 км на югоизток от Котел. Разположено е в долината на р. Луда Камчия от дясната страна на реката. Местоположението му е особено важно, защото тук международният път, който се спуска през Върбишкия проход, се разклонява на две. Един клон отива надясно-към Мокренския и Марашкия проход за Бяло море и Дарданелите. Другият наляво-към Сунгурларе, Карнобат, Лозенград, за Мраморно море и Босфора. Пътят през селото минава покрай реката, свързва проходите и извежда пътниците:на изток към Айтос и Бургас и на запад към Котел и Сливен.

## История
Селото носи името на д-р Петър Берон, български публицист и будител, автор на „Рибния буквар“. Шеговита легенда твърди, че край река Камчия, близо до селото, д-р Петър Берон идвал да слуша как си говорят рибите и тогава взел решение да напише „Рибния буквар“. За селото и името му има две предания: едното – че някога било доста голям град и се казвало Кючюк Стамбул. В него имало 50 бакърджийски дюкяна. Другото – че в турско тук имало богат турчин на име Юсуф, Исуф, та селото се наричало отначало Исуфлии и после Исуплии.
По настояване на жителите сега селото носи името на възрожденеца от близкия град Котел, доктор Петър Берон.
Южно от селото в м. Юрутлука има останки от старо селище. Тук са изкопани 16 венециански златни монети /иялдъзи/, част от които са предадени в музея.
Непосредствено след Освобождението, през 1878 г. тук се заселват българи от Свиленградско и Харманлийско. Когато неизвестният автор на „Описание на Котел и Котленската околия“ посещава селото около 1884 г.го заварва със смесено преобладаващо българско население:“52 къщи, 82 семейства,326 жители, от които 211 са православни българи и 114 турци-мохамедани…Училището турский отдел е построено на 1850 г.“
След заселването на тракийските българи селото изменя облика си. Изграждат се нови къщи от тракийски тип с обширни дворове и широки улици. Центърът е благоустроен с хубав площад, двуетажна сграда на кметството и пощата, здравна служба, училище, съвременни търговски заведения на потребителна кооперация и др. Някогашният голям селски мегдан е превърнат в парк, залесен с хубави иглолистни и широколистни дървета, между, които минават широки алеи с места за отдих.
Стари хора казват, че през 1795 г. / 1797 г. /семейството на Хаджи Беро пътува с кола от Карнобат за Котел и че край тогавашното село Исуплии се ражда доктор Петър Берон. По този повод по предложение на котленския учител Стоян Ноков през 1934 г. селото е преименувано на Бероново.
Най-ранните сведения за селото Юсуфлии и Исуплии се намират в османските извори от 17 век насам:
В османски документ от 1693-1694 година се съобщава, че с. Юсуфлии принадлежало към вакъфите на покойния султан Селим I (1512-1520) и на неговите наследници.
В османски регистър за окупната стойност на десятъка от коприната и тютюна за 1862-1865 г.е визирано и с. Юсуфлии.
В османски регистър от 1861 – 1865 г. пише, че с. Юсуфлии се населявало само от мюсюлмани.

## Население

### Етнически състав
Преброяване на населението през 2011 г.
Численост и дял на етническите групи според преброяването на населението през 2011 г.:
|                     | Численост |
| Общо                | 94        |
| Българи             | 69        |
| Турци               | -         |
| Цигани              | 20        |
| Други               | -         |
| Не се самоопределят | -         |
| Неотговорили        | 2         |

## Религии
Християнство

## Културни и природни забележителности
Край селото има минерален извор със съдържание на сероводород – 9 мг/л, температура – 13 градуса, дебит 1 л/сек и минерализация 0,58 гр/л. Подходящ е за лечение на опорно-двигателни заболявания (след загряване), гинекологични, кожни, неврологични, хипертония и др.
Край селото има побит камък. Носи се легенда, че бил лековит, ако болен човек се докосне до него, след време се излекува. Намира се в североизточния край на селото, ограден е с ограда за природна забележителност.